# Calanthe lacerata
Calanthe lacerata är en orkidéart som beskrevs av Oakes Ames. Calanthe lacerata ingår i släktet Calanthe och familjen orkidéer. Inga underarter finns listade i Catalogue of Life.